# Ex Oblivione
Ex Oblivione, engelsk originaltitel också Ex Oblivione, är ett tidigt prosastycke av den amerikanske författaren H.P. Lovecraft som han skrev i slutet av 1920 eller i början av 1921. Den publicerades första gången i mars 1921 i tidskriften The United Amateur under pseudonymen Ward Phillips.
Prosastycket är inte en egentlig berättelse, utan en redogörelse för en dröm som Lovecraft haft, och som han redogjorde för i ett brev till sin vän Bernard Austin Dwyer.